# Villano V
Raymundo Díaz Mendoza Jr. (Ciudad de México, 22 de marzo de 1962-Ciudad de México, 29 de agosto de 2024) fue un luchador profesional mexicano más conocido bajo el nombre de Villano V hasta que fue desenmascarado el 20 de marzo de 2009, cambiando a Ray Mendoza Jr.
Raymundo formó parte de la dinastía de los Mendoza, una familia bien conocida en la lucha libre mexicana, que incluye a los cinco villanos. Desde que hizo su debut en 1976, Raymundo ha luchado por las empresas mexicanas de lucha libre más importantes, incluyendo la Universal Wrestling Association, Asistencia Asesoría y Administración (AAA) y el Consejo Mundial de Lucha Libre (CMLL). También trabajó en los Estados Unidos en la World Championship Wrestling (WCW), en la cual con frecuencia trabajaba en los programas secundarios como la WCW Saturday Night.

## Carrera
Raymundo Mendoza Jr. era hijo de Ray Mendoza, un conocido luchador mexicano y entrenador de lucha libre y el hermano del Villano I (José de Jesús Díaz Mendoza), Villano II (José Alfredo Díaz Mendoza), Villano III (Arturo Díaz Mendoza) y Villano IV (Tomás Mendoza).
Entrenado por su padre y su hermano mayor, no se le permitió utilizar el nombre de Villano hasta que terminó su educación.
Debido a que su hermano más joven terminó su educación más rápido que Raymundo, es conocido como el "V" a pesar de que es el cuarto hijo de Ray Mendoza.

### Inicios
En mayo de 1976, Raymundo Mendoza Jr. hizo su debut en la lucha libre profesional con el nombre de "Rokambole" (originalmente utilizado por su hermano mayor, Arturo antes de ser Villano III).
Mendoza trabajó durante varios años bajo este nombre antes de adquirir experiencia sin la presión del nombre de Villano.
En septiembre de 1983, Raymundo Mendoza Jr. finalmente tomó la máscara y el nombre de sus hermanos y se convirtió en Villano V, trabajando para la Universal Wrestling Association. De inmediato empezó a hacer equipo con sus hermanos, especialmente con el Villano I y Villano IV y participó en una rivalidad popular con el equipo de tríos Los Brazos (Brazo de Plata, Brazo de Oro y El Brazo).
El 21 de octubre de 1988, Villano I, IV y V derrotaron a Los Brazos en una lucha máscara vs máscara, por lo que desenmascararon a Los Brazos.
Durante los siguientes años el Villano V y sus hermanos trabajaron en la Asesoría y Asistencia Administración (AAA), International Wrestling Revolution Group (IWRG) y la World Wrestling Association.

### World Championship Wrestling
Villano IV y V comenzaron a trabajar para la World Championship Wrestling (WCW) como parte de la llegada de luchadores mexicanos en 1996.

## Fallecimiento
El 29 de agosto de 2024, su hijo, el Villano V jr, dio a conocer en redes sociales el fallecimiento de su padre, Raymundo Díaz Mendoza, lo que ocurrió unos meses después del deceso de Graciela Guajardo, esposa del Villano V, acontecido en marzo del mismo año.